# GESIS Panel

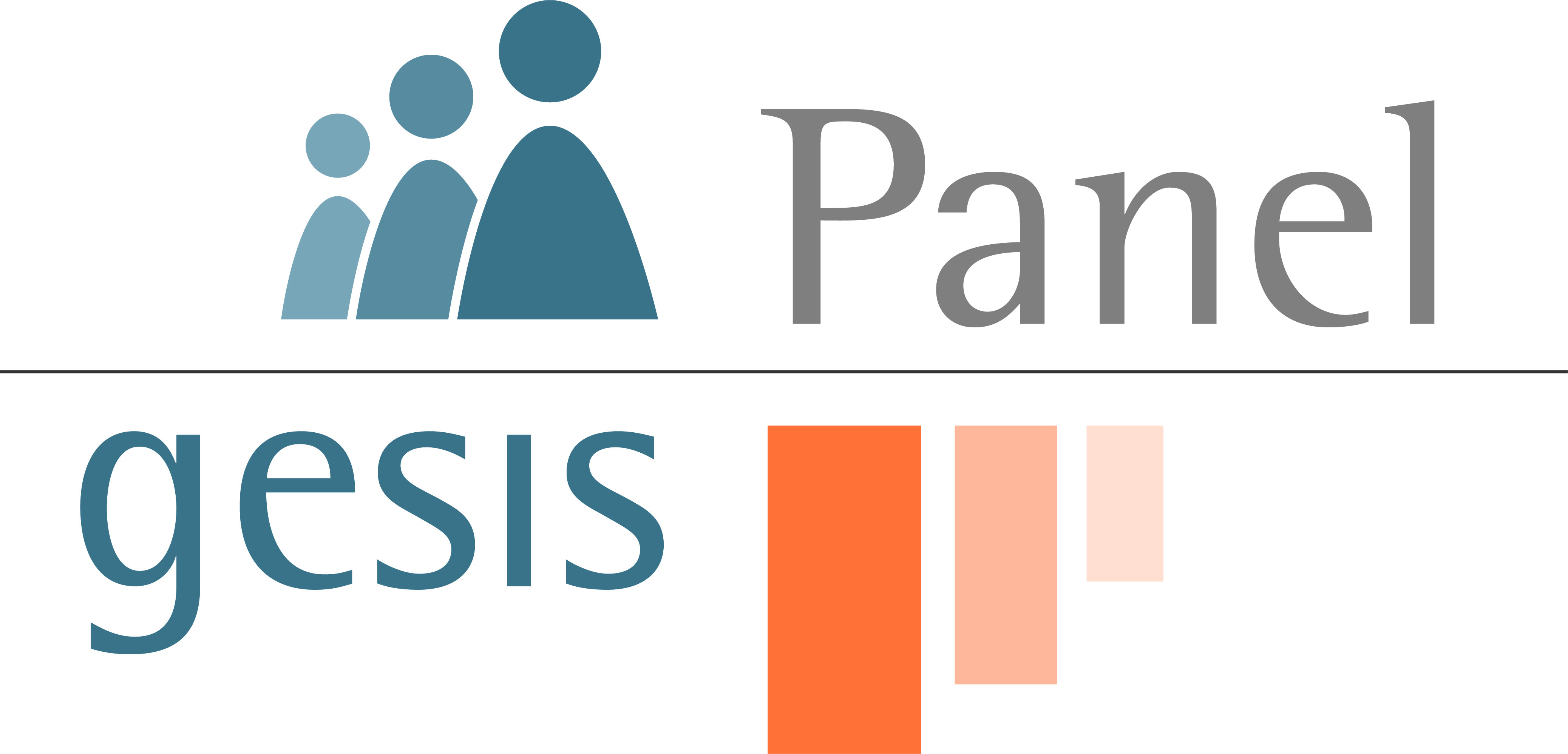
Logo von GESIS Panel

Das GESIS Panel ist eine Panelbefragung, die von GESIS seit 2013 regelmäßig online und offline durchgeführt wird. Forschende haben die Möglichkeit, im GESIS Panel eigene Fragen einzureichen.

## Forschungsdesign

### Durchführung
Jährlich gibt es vier Befragungswellen (bis 2020 sechs Wellen pro Jahr). Jede Umfrage ist acht bis neun Wochen im Feld. Für die Beantwortung einer Umfrage benötigen die Teilnehmenden ca. 20 bis 25 Minuten. Die Umfragen werden von den Befragten selbstständig über das Internet oder mittels Papierfragebogen ausgefüllt.

### Stichprobenzusammensetzung
Das GESIS Panel hat eine Stichprobengröße von rund 5200 Befragten (Stand April 2023). Die Grundgesamtheit bilden alle deutschsprachigen Personen ab 18 Jahren, die in Deutschland wohnhaft sind. Die Stichprobe setzt sich aus mehreren Kohorten zusammen. Die erste Kohorte wurde 2013 auf der Basis einer registerbasierten Zufallsstichprobe rekrutiert. An der ersten regulären Befragungswelle nahmen ca. 4900 Personen teil. Um das Ausscheiden von Befragten auszugleichen, wurden 2016, 2018 und 2021 Auffrischungsstichproben in Zusammenarbeit mit der Allgemeinen Bevölkerungsumfrage (2016 und 2018) und der deutschen Teilstudie des International Social Survey Programme (2021) realisiert.

### Aufbau der Befragungen
Jede Umfrage besteht aus zwei Teilen: Der erste Teil umfasst die GESIS Panel-Kernstudien, die in der Regel einmal jährlich erhoben werden. Die Themen der Kernstudien sind subjektives Wohlbefinden, politische und soziale Partizipation, Persönlichkeit und persönliche Werte, Umwelteinstellungen und -verhalten, Mediennutzung, Arbeit und Freizeit, sowie sozio-demografische Merkmale.
Der zweite Teil einer jeden Befragung umfasst externe Studien, welche von Forschenden aus den Sozialwissenschaften oder aus benachbarten Disziplinen (bspw. Soziologie, Psychologie, Politikwissenschaften, Wirtschaftswissenschaften oder Kriminologie) eingereicht wurden. In jeder Befragung stehen 15 Minuten für externe Studien zur Verfügung. Zur Studienauswahl durchlaufen alle extern eingereichten Studien ein Doppelblindgutachten-Verfahren. Das GESIS Panel akzeptiert keine Forschungsprojekte, die kommerzielle Zwecke verfolgen.
Jede Befragung endet mit einem Fragemodul zur Evaluation des Fragebogens durch die Befragten.

### Dokumentation, Archivierung und Bereitstellung
Nach Abschluss der zweimonatigen Feldzeit einer Befragungswelle werden die Daten aufbereitet und dokumentiert. Die Daten werden im GESIS-Datenbestandskatalog in zwei Versionen archiviert. Die Standard Edition kann über einen Datennutzungsvertrag beantragt werden und wird anschließend vom Datenarchiv direkt an die Forschenden ausgeliefert. Die Extended Edition enthält neben den Variablen der Standard Edition auch besonders sensible Daten und kann über das Secure Data Center von GESIS genutzt werden. Darüber hinaus gibt es das Campus File. Es ist frei zugänglich und für die Lehre an Universitäten vorgesehen. Es enthält nur ausgewählte Variablen, ist hinsichtlich sozio-demografischer Merkmale stark vergröbert und umfasst nur 25 Prozent der Stichprobe.